# 王权2：幻想王国
《王权2：幻想王国》（Majesty 2: The Fantasy Kingdom Sim）是由瑞典公司Paradox Interactive开发的一款即时战略游戏，这个游戏基于幻想背景中的单位有人类、怪兽、精灵、幽灵。这一作品的一代要追溯到2000年2月。

## 扩展包
- 拥王者（Kingmaker）2010年发布
- 阿达尼亚征战（Battles of Ardania）2010年发布
- 怪兽王国（Monster Kingdom）2011年发布